# Gurley (Alabama)
Gurley é uma cidade  localizada no estado americano do Alabama, no Condado de Madison.

## Demografia
Segundo o censo americano de 2000, a sua população era de 876 habitantes.
Em 2006, foi estimada uma população de 853, um decréscimo de 23 (-2.6%).

## Geografia
De acordo com o United States Census Bureau, a localidade tem uma área de 7,2 km², sem área coberta por água.

## Localidades na vizinhança
O diagrama seguinte representa as localidades num raio de 24 km ao redor de Gurley.